# 34-я улица (Манхэттен)
34-я улица (англ. 34th Street) — двусторонняя улица в Мидтауне Манхэттена, Нью-Йорк; одна из основных магистралей, пересекающих остров с востока на запад. Улица проходит от Вест-Сайд-Хайвея на западе до магистрали ФДР на востоке. Улица является связующей транспортной артерией между штатом Нью-Джерси на западе и Куинсом на востоке, переходя в туннель Линкольна, ведущий в Нью-Джерси, и в тоннель Куинс — Мидтаун, ведущий на Лонг-Айленд. Улица служит южной границей Мидтауна:839.
На 34-й улице расположено несколько примечательных зданий, среди которых Эмпайр-стейт-билдинг, Мейсис-Геральд-Сквер и Конференц-центр имени Джейкоба Джейвитса. Другие сооружения, такие как Пенсильванский вокзал, расположены в одном квартале от 34-й улицы. Улица обслуживается автобусными маршрутами M34 / M34A, также на ней находится несколько станций метро.

## История
Улица была разбита в соответствии с генеральным планом 1811 года, в соответствии с которым 15 улиц Манхэттена, идущих с востока на запад, должны были иметь ширину 30 метров, а остальные — 18 метров.
В апреле 2010 года Департамент транспорта Нью-Йорка предложил пустить пустить по 34-й улице скоростной автобус. Чтобы создать выделенные полосы для автобусов, улица должна была быть преобразована в одностороннюю в западном направлении к западу от Шестой авеню и одностороннюю в восточном направлении к востоку от Пятой авеню; между авеню должна была быть пешеходная площадь. В конечном итоге на улице было оставлено двустороннее движение.

## Описание
Вдоль западной оконечности улицы протекает река Гудзон, вдоль которой, в свою очередь, проходит парковая дорожка Хадсон-Ривер-Гринуэй. Здесь расположены паромный терминал Уэст-Мидтаун, вертодром Западной 30-й улицы и конференц-центр Джейкоба Джавица, являющийся главным конференц-центром Нью-Йорка. Улица начинается на пересечении с автодорогой Вест-Сайд-Хайвей. Западная часть 34-я улицы находится в районе Адская кухня, на северной оконечности железнодорожного депо Уэст-Сайд. На пересечении с Девятой авеню находится B&H Photo Video, крупный ритейлер фотографического и электронного оборудования.
Следуя далее на восток, на пересечении с Восьмой авеню доминирует Пенсильванский вокзал, который обслуживает поезда Amtrak с пунктами назначения на всей территории Соединенных Штатов и Канады, а также пригородные поезда Железной дороги Лонг-Айленда и Нью-Джерси Транзита. Над вокзалом находится Мэдисон-сквер-гарден, характеризующийся как «самая знаменитая арена в мире». Большая входная лестница почтового отделения Джеймса Фарли построена по ширине прежнего Пенсильванского вокзала. Архитектура почтового отделения даёт представление о том, каким был этот район во время расцвета эры железных дорог.
34-я улица является одной из основных торговых улиц Нью-Йорка:361, 442. Хотя она пережила спад в 1970-х годах, в конце XX века на ней появилось множество новых магазинов. Огромное видеопанно на пересечении с Бродвеем перекликается с Таймс-сквером. Между Седьмой авеню и Бродвеем находится универмаг Macy’s, увековеченный в рождественском фильме 1947 года Чудо на 34-й улице:1102. Владельцы универмага характеризуют его как «крупнейший в мире магазин». Ежегодный парад Дня благодарения, проводимый Macy’s, заканчивается именно на 34-й улице:778. В квартале к югу от 34-го, на пересечении Шестой авеню и 33-й улицы, находится крытый торговый центр Манхэттен-Молл. Он был построен на месте, где находился флагманский магазин крупного ритейлера Gimbels. На участке между Восьмой и Пятой авеню расположены филиалы крупных сетевых магазинов.
К востоку от Геральд-сквер и оживлённого торгового района начинает проявляться влияние Ист-Сайда и уравновешенных корпоративных офисных башен кварталов Кипс-Бей и Марри-Хилл. На Пятой авеню находится небоскрёб Эмпайр-стейт-билдинг:413, долгое время бывший самым высоким зданием в мире.
С восточной стороны улица приходит в магистраль ФДР, под которой находится небольшая парковка при Нью-Йоркском университете, паромная остановка и вертодром:588.
Газета New York Post охарактеризовала участок улицы между Шестой и Седьмой авеню как один из «самых опасных кварталов в городе», согласно полицейской статистике преступлений за 2015 год, там было зарегистрировано 44 кражи со взломом и 244 крупных кражи — самый высокий показатель по таким преступлениям среди других кварталов города.

## Общественный транспорт
На 33-й улице между Седьмой и Восьмой авеню, в одном квартале к югу от 34-улицы, расположен Пенсильванский вокзал.
Улица обслуживается автобусными маршрутами M34 и M34A.
Действуют следующие станции метро:
- 34-я улица — Хадсон-Ярдс (IRT);
- 34-я улица — Пенсильванский вокзал (IND);
- 34-я улица — Пенсильванский вокзал (IRT);
- 34-я улица — Геральд-сквер;
- 33-я улица (IRT);

Кроме того, 34-ю улицу обслуживает станция PATH 33-я улица.